# بطولة الأمم الرئيسية 1901
بطولة الأمم الرئيسية 1901 (بالإنجليزية: 1901 Home Nations Championship)‏ هو الموسم 19 من  بطولة الأمم الرئيسية. كان عدد الأندية المشاركة فيه  4، وفاز فيه منتخب اسكتلندا الوطني لاتحاد الرغبي.